# Friuli hercegség

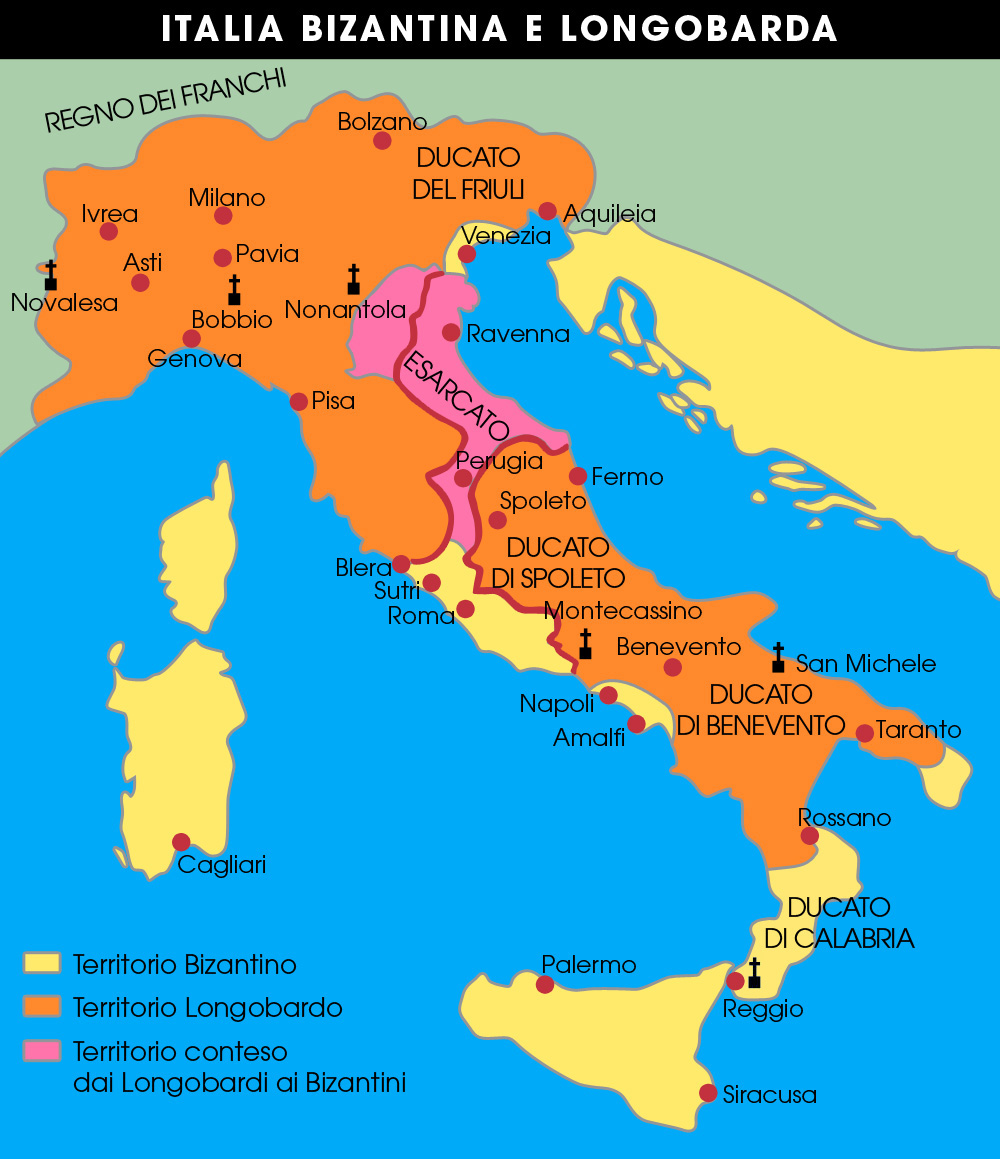
Friuli hercegség Italiában (750 körül).

A Friuli hercegség az egyik legnagyobb területű és legbefolyásosabb lombard hercegség volt a kora középkorban és ezt alapították legelőször a lombardok Itáliába költözésükkor. Ez a terület fontos ütköző zónaként működött az Itáliai Lombard Királyság és az avarok, illetve a szlávok között. A többi nagyobb hercegséggel együtt – Spoleto, Benevento és Trent – Friuli urai is gyakran érezték magukat függetlennek a központi hatalomtól és többször lázadtak, próbálták lerázni magukról a Páviából irányító királyi erőt; a tartomány erejét mutatja, hogy sokszor a friuli hercegeket választották királyukká a lombardok.
A Friuli (Velence) tartomány volt az első terület, melyet a lombardok Alboin vezetésével 568-ban elfoglaltak Itáliában. Mielőtt folytatták volna a behatolásukat a félsziget további részeire, Alboin unokaöccsét, I. Gisulfot helyezte a terület kormányzásának az élére, egyben megengedte neki, hogy válasszon a nemesi családok (vagy/és faras-ok ?) közül, melyekkel letelepülne az új tartományban. Az eredeti északi és keleti hercegségi határok a Karni-Alpok és a Júliai-Alpok voltak, ezen irányokból alig, vagy csak nagyon nehezen megközelíthető a terület. Délen a Ravennai Exarchátus határolta a hercegséget, ahol először még nem volt a tengeri kijáratuk, azt csak később szereztek meg; e déli határ síkságán lehetett könnyen eljutni Pannoniába, ahonnan a rabló, fosztogató, vagy a megszálló ellenséges csapatok érkezhettek, úgymint a horvátok, az avarok, majd a magyarok. A nyugati határt eredetileg nem jelölték ki, amíg a további hódítások során létre nem hozták a Ceneda hercegséget, amely a Tagliamento folyón túl, a Livenza és a Piave folyók között terült el. A tartomány eredeti fővárosa a római korban Aquileia volt, de a lombardok fővárosa Friuliban Forum Julii lett, későbbi nevén Cividale del Friuli.
615-ben Concordiát foglalták el, majd 642-ben Opitergiumot a lombardok, a hercegség kiterjesztette fennhatóságát dél felé az Exarchátus ellenében. 663-ban Cividale városát és környékét rövid időre elfoglalták az avarok, de I. Grimoald Benevento hercege visszafoglalta azt. A 774-es páviai ostrom és csata után Nagy Károly frank király a behódoló Hrodgaud hercegnek megengedte, hogy megtartsa hercegségét. Amikor azonban Hrodgaud fellázadt és megölték a 776-os csatában, Nagy Károly Macariust tette a helyébe. A lombard hercegség frank uralom alatt 828-ig még tovább létezett, amikor is felbomlott, mert megyéit felosztották a környező uralkodók között. Ezt később átgondolták a frank vezetők és Friuli Őrgrófság (Friuli March) néven újjászervezték 846-ban a területet.

## Friuli hercegek

### Lombard hercegek
- 568–c.584 Grasulf I
- 568/c.584–590 Gisulf I
- 590–610 Gisulf II
- 610–617 Tasso
- 610–617 Kakko
- 617–651 Grasulf II
- 651–663 Ago
- 663–666 Lupus
- 666-    Arnefrid
- 666–678 Wechtar
- 678–??? Landar
- ???–694 Rodoald
- 694-    Ansfrid
- 694–705 Ado
- 705-    Ferdulf
- 705–706 Corvulus
- 706–739 Pemmo
- 739–744 Ratchis, egyben lombard király is
- 744–749 Aistulf, egyben lombard király is
- 749–751 Anselm (d.806)
- 751–774 Peter
- 774–776 Hrodgaud

### Frank hercegek
- 776–787 Marcarius
- 789–799 Eric
- 799–808 Hunfrid
- 808–817 Aio
- 817–819 Cadalaus
- 819–828 Balderic

### Frank őrgrófok
- 846–863 Eberhard (egyben Foroiuli hercege)
- 863–874 Unroch (III)
- 874–890 Berengár, egyben német-római császár
- 891–896 Walfred

## Fordítás
Ez a szócikk részben vagy egészben  a   Duchy_of_Friuli című angol Wikipédia-szócikk fordításán alapul.  Az eredeti cikk szerkesztőit annak laptörténete sorolja fel. Ez a jelzés csupán a megfogalmazás eredetét és a szerzői jogokat jelzi, nem szolgál a cikkben szereplő információk forrásmegjelöléseként.
Ez a szócikk részben vagy egészben  a   Ducato_del_Friuli című olasz Wikipédia-szócikk fordításán alapul.  Az eredeti cikk szerkesztőit annak laptörténete sorolja fel. Ez a jelzés csupán a megfogalmazás eredetét és a szerzői jogokat jelzi, nem szolgál a cikkben szereplő információk forrásmegjelöléseként.